# Alena Peterková
Alena Peterková (13 de noviembre de 1960) es una deportista checa que compitió en duatlón y atletismo. Ganó dos medallas en el Campeonato Europeo de Duatlón en los años 1998 y 1999, y una medalla en el Campeonato Mundial de Duatlón de Larga Distancia de 1999.

## Palmarés internacional
| Campeonato Europeo | Campeonato Europeo         | Campeonato Europeo | Campeonato Europeo |
| Año                | Lugar                      | Medalla            | Prueba             |
| ------------------ | -------------------------- | ------------------ | ------------------ |
| 1998               | Pulawy (Polonia)           | Medalla de oro     | Individual         |
| 1999               | Blumau-Neurißhof (Austria) | Medalla de plata   | Individual         |

| Campeonato Mundial | Campeonato Mundial | Campeonato Mundial | Campeonato Mundial |
| Año                | Lugar              | Medalla            | Prueba             |
| ------------------ | ------------------ | ------------------ | ------------------ |
| 1999               | Zofingen (Suiza)   | Medalla de plata   | Individual         |